# Agnes Dánská
Agnes Dánská (1249 – 1290) byla dánská princezna z rodu Estridsenů. Založila klášter sv. Agnes (Agnety) v Roskilde a byla jeho abatyší.

## Původ
Narodila se jako šesté, nejmladší dítě (čtvrtá dcera) ze šesti potomků dánského krále Erika Plovpenninga a jeho manželky Juty Saské, dcery saského vévody Albrechta I. a jeho první manželky Anežky Babenberské. Oba její bratři zemřeli jako nemluvňata a naživu zůstaly jen čtyři dívky. Dvě starší sestry se staly královnami – Žofie jako manželka švédského krále Valdemara Birgerssona švédskou královnou a Ingeborg jako manželka norského krále Magnuse VI. královnou norskou; starší sestra Juta se stala abatyší kláštera v Roskilde.

## Biografie
Agnes osiřela jako roční dítě roku 1250, když byl její otec zavražděn; její matka se vzápětí znovu provdala a zůstala s manželem v Německu. Starší sestry byly provdány za královské manžely, Agnes a její starší sestra Juta zůstaly na dvoře dánského krále, jejich strýce, otcova bratra. Sestry měly po svém otci nárok na velké pozemky, ale nemohly je vymoci na svém strýci, který svrhl jejich otce.
Roku 1264 byl v Roskilde založen ženský klášter dominikánského řádu a byl pojmenován po Agnes. Klášter byl založen z iniciativy hraběnky Ingerdy z Hvide, ale žádost byla poslána papeži jménem princezny Agnes, jež byla oficiálně jmenována jeho zakladatelkou a poté byla ustavena jeho první abatyší. Roku 1266 přišla do kláštera Agnesina sestra Juta a stala se abatyší. Ani jedna ze sester však nenašla v přísném a osamělém klášterním životě zalíbení a obě klášter v roce 1270 opustily.
Agnes se podařilo dosáhnout toho, že získala kontrolu nad posledními částmi dědictví po otci. Zbytek života strávila v péči o své majetky v Sjællandu; existuje řada dokumentů, jež zmiňují tuto její činnost. Zhruba v této době (kolem roku 1284) se Agnes údajně provdala za svého bratrance Erika Longbona, lorda z Langelandu. Naposledy je zmiňována jako živá v roce 1290, datum její smrti však není známo. O její pozůstalost bojoval dánský královský dům a klášter sv. Agnes až do protestantské reformace.